# John Blackwood McEwen
Ne pas confondre avec John McEwen, homme d'État Australien
Sir John Blackwood McEwen est un compositeur et pédagogue britannique d'origine écossaise, né à Hawick (Écosse) le 13 avril 1868, décédé à Londres le 14 juin 1948.

## Biographie
Il étudie à l'Université de Glasgow dont il sortira diplômé en 1888, puis à la Royal Academy of Music de Londres. En 1895, il obtient un poste de chef de chœur à la South Parish Church de Greenock (Écosse) et enseigne à la Athaneum School of Music de Glasgow, avant de devenir professeur d'harmonie et de composition en 1898 à la Royal Academy of Music, dont il sera en outre le directeur de 1924 à 1936, année où il prend sa retraite et s'installe dans le sud de la France, où il reprend la composition (durant son directorat, il avait quasiment cessé de composer). Il est anobli en 1931. En 1947, il fait donation de toutes ses partitions manuscrites à l'Université de Glasgow.
Sa musique, influencée notamment par Richard Wagner et Jean Sibelius, est dans le style romantique tardif. On lui doit des pièces pour piano, de la musique de chambre (dont 7 sonates pour violon et piano et 17 quatuors à cordes), des mélodies ("Songs") pour voix et piano, des œuvres pour orchestre (dont un concerto pour alto et cinq symphonies) et chorales, ainsi qu'un opéra-comique.

## Compositions (sélection)

### Pièces pour piano
- 1918 : Vignettes from La Côte d'Argent ;
- 1920 : Three Preludes ;
- 1938 : On Southern Hills : Three Sketches from Provence.

### Musique de chambre
- 1893 : Quatuor à cordes en fa ;
- 1900 : Graih my Chree, pour quatuor à cordes, piano et percussions ;
- 1901 : Quatuor à cordes en mi mineur ;
- 1902 : Six Highlands Dances, pour violon et piano ;
- 1911 : Quintette à cordes en mi mineur ;
- 1913 : Quatuor à cordes no 6 Biscay. Créé par le Quatuor de Londres ;
- 1914 : Sonate no 2 pour violon et piano en fa mineur ;
- 1916 : Quatuor à cordes no 9 Thremody ;
- 1917 : Nugae, sept bagatelles pour quatuor à cordes ;
- 1918 : Quatuor à cordes en mi bémol ;
- 1920 : Quatuor à cordes en si mineur ; The Jocund Dance :  Dance Tunes, pour quatuor à cordes (avec éventuellement une contrebasse ad libitum) ;
- 1921 : Sonata-Fantasia, sonate no 5 pour violon et piano ;
- 1924 : Prince Charlie : A Scottish Rhapsody, pour violon et piano ;
- 1928 : Quatuor à cordes en ut mineur ;
- 1930 : Sonate no 6 pour violon et piano ;
- 1936 : Quatuor à cordes no 16 Quartette provençale ;
- 1937 : Trio avec piano no 2 en la mineur (d'après Where the Wild Thyme Blows, prélude pour orchestre de 1936) ; Improvisations provençales (titre original) pour violon et piano ;
- 1939 : Five Preludes and a Fugue, pour deux violons (version de 1942 pour violon et alto) ; Under Northern Skies, pour quintette à vents ;
- 1941 : Sonate no 7 pour violon et piano en la mineur ;
- 1943 : Pericula, 6 trios avec piano ; Trio-Rococo, trio avec piano no 3 ; Trio-Fantasy, trio avec piano no 4 ;
- 1947 : Quatuor à cordes no 17 Fantasia.

### Œuvres pour orchestre
- 1893 : Suite en mi majeur ;
- 1895 : Overture to a Comedy ;
- 1898 : Symphonie en la mineur ;
- 1901 : Concerto pour alto ;
- 1908 : Three Border Ballads, comprenant Coronach (1906), The Demon Lover (1907) et Grey Galloway (1908) ;
- 1911 : A Solway Symphony (5e et dernière symphonie) ;
- 1918 : Hills o'Heather, avec violoncelle ;
- 1924 : Suite of Old National Dances, pour orchestre à cordes (ou quatuor à cordes) ;
- 1936 : Where the Wild Thyme Blows, prélude ; Overture di ballo, pour orchestre de chambre ;
- 1941 : Suite pour orchestre à cordes en ut.

### Œuvres chorales
- 1895 : A Scene from Hellas, pour chœur de femmes et orchestre (révisée en 1947) ;
- 1898 : The Last Chantey, pour chœurs et orchestre ;
- 1905 : Hymn on the Morning of Christ's Nativity, ode pour soprano, chœurs et orchestre ;
- 1909 : The Royal Rebel, opéra-comique ; Three Scenes from the Empire Pageant at the Cristal Palace, 1910, pour chœurs et orchestre d'harmonie.

## Partitions
- « John Blackwood McEwen » (partitions libres de droits), sur l'IMSLP